# 기욤 9세 다키텐 공작
기엠 9세(오크어: Guilhèm de Peitieus, 프랑스어: Guillaume de Poitiers, 1071년 10월 22일 ~ 1126년 2월 10일)는 아키텐 공작, 가스코뉴 공작, 푸아티에 백작 (기엠 7세) 작위를 1086년~1126년까지 지냈던 사람으로 1101년의 십자군의 주요 리더 중 한 명이었다. 정치, 군사 방면에서 역사적으로 중요한 역할을 맡아 큰 족적을 남겼지만, 정작 사람들에게 유명한 것은 트루바두르들 중에서 현존하는 가장 오래된 작품의 저작자라는 점이다.

## 아키텐 공작으로서의 생애
기엠 9세는 기엠 8세 다키텐 공작과 그의 세 번째 부인 브루고뉴의 힐데가르드와의 사이에서 태어났다. 그의 출생은 아키텐 궁 전체의 크나큰 축복이었음에도 불구하고, 교회에서는 처음에 그를 사생아로 취급하였다. 기엠 8세의 이전 이혼 문제가 깔끔하게 마무리되지 않은데다, 힐데가르드와는 가까운 친족 관계였기 때문에 교회에서 정식결혼으로 인정하지 않았던 것이다. 이때문에 기엠 8세는 로마로의 순례를 떠나 교황에게 자신의 세 번째 결혼과 아들의 출생을 정식으로 인정해주도록 요청했고, 결국 승인을 받았다.

### 공작 시절 초창기 (1088년 - 1102년)
기욤 9세는 아버지 기욤 8세가 사망하자 15살의 나이로 그의 공작위를 계승했다. 1088년, 16살의 나이로 앙주 백작 풀크 4세의 딸 에르망가르드와 첫 결혼을 했다. 그녀는 아름다운 외모로 유명했고, 또한 교양있는 아가씨였으나 심한 조울증을 앓고 있었다. 잔소리로 사람을 종종 자주 긁었으며 기분이 나빠질 때마다 수녀원으로 잠적하여 외부와의 연락을 끊어버리는 습관마저 있었다. 그러다 갑자기 궁궐에 나타나서는 아무일 없었다는 듯이 행동하곤 했다. 가뜩이나 아이를 갖지 못하고 있는 상태에서 이러한 그녀의 성격과 행동은 기욤을 힘들게 했고, 결국 1099년에 그녀를 아버지에게 되돌려 보내면서 결혼생활에 종지부를 찍었다.
1094년 기욤은 툴루즈 백작 기욤 4세의 딸이자 그의 작위를 상속받은 필리파와 재혼했다. 필리파와의 사이에서 두 명의 아들과 5명의 딸이 태어났으며 그 중 그의 후계자인 기욤 10세도 있었다. 둘째 아들 레몽은 십자군 전쟁으로 세워진 안티오키아 공국의 공작이 되었으며, 딸 아녜스는 투아르의 에메리 5세에게 시집을 갔다가 나중에 아라곤의 라미로 2세에게 시집 가면서 두 가문 간의 결속을 되살렸다.
1095년에 기욤은 교황 우르바노 2세를 자신의 궁전에 초청하여 크리스마스를 함께 보냈다. 교황은 "십자가를 짊어지라", 즉 십자군에 참여하여 성지를 향해 떠나 달라고 요청했으나, 기욤은 성지 탈환 보다는 처삼촌인 툴루즈 백작 레몽 4세가 십자군 참여로 영지를 비우는 동안 툴루즈를 탈취하는 것에 더 관심이 있었다. 원래 필리파가 아버지 기욤 4세의 영지를 상속했으나 삼촌인 레몽 4세가 지위를 찬탈했기 때문에, 필리파는 툴루즈 백작위가 자신의 정당한 권리라고 주장했었다. 결국 1098년 기욤 부부는 툴루즈를 공격해 점령했으나, 십자군을 배신한 이 행위로 파문에 처해질 위험에 놓였다. 그러자 일부분은 파문 위험에서 벗어나기 위해 교회를 달래는 목적으로, 일부분은 좀 더 넓은 세상을 견문해보고 싶은 생각에 기욤은 1101년의 십자군에 참가했다. 이 십자군은 이전 제1차 십자군이 1099년에 예루살렘 탈환을 성공하자 이에 열광하고 자극받은 사람들에 의해 꾸려진 원정대였다. 원정 비용을 마련하기 위해 기욤은 툴루즈 영지를 레몽 4세의 아들인 베르트랑에게 담보로 잡히고 돈을 빌렸다.
공작 부인은 성인 아르브리셀의 로베르의 열렬한 추종자였고, 기욤을 설득하여 푸아티에 영지의 북쪽 지역에 동정녀 마리아에게 봉헌된 종교 공동체를 설립하도록 했다. 이 시설은 이후 퐁트브로 수녀원가 되었고, 기욤 부부의 손녀인 엘레오노르가 많은 기부와 후원을 아끼지 않았다. 이후에도 프랑스 혁명 기간 동안에 해산될 때까지 중요한 장소로 남아 있었다.
1101년 기욤은 성지에 도착해서 다음해까지 머물렀다. 십자군에서 그의 군사적인 기록은 딱히 인상적인 것은 없다. 대부분의 전투는 아나톨리아 지역에서의 우발적인 소규모 전투였으며, 그나마도 이긴 것이 별로 없었으며 때때로 무모함 때문에 매복 기습을 받아 많은 병사들을 잃기도 했다. 1101년 9월, 헤라클레아에서 셀주크 투르크군에 의해 그의 군대는 궤멸되었고 기욤은 간신히 탈출했다. 중세 연대기 작가 오더릭 바이탈리스의 기록에 따르면 기욤이 안티오키아에 도착했을 때에 그의 곁에는 단지 6명의 동료만 있었다고 한다.

### 교회, 그리고 아내와의 갈등 (1102년 - 1118년)
기욤은 동시대의 많은 군주, 귀족들이 그러했듯이 교회와의 관계가 순탄치 못했다. 일생 동안 두 번이나 파문을 당했는데 1114년 처음 파문을 당했을 때에는 교회의 세제 특권을 건드렸기 때문이다. 기욤은 이 파문에 대해서 푸아티에 주교인 피에르에게 사면을 하라고 강요하는 것으로 응답했다. 이에 굴복하지 않은 주교가 파문을 선언하려는 순간 기욤이 칼을 들이대면서 파문을 철회한다는 선언을 하지 않으면 죽이겠다고 협박했다. 놀란 피에르 주교가 거짓으로 그 말을 따르겠다고 하자 기욤은 만족한 모습으로 그를 풀어줬다. 그러자 주교는 다시 파문 문서를 낭독한 후에 조용히 목을 공작 앞에 드러내며 찌르라고 했다. 동시대의 자료에 따르면, 기욤은 잠깐 주저하다 "천국에 보낼 만큼 그를 좋아하지는 않는다"라는 말과 함께 칼을 칼집에 넣고 물러났다.
기욤이 두 번째로 파문을 당한 것은, 자신의 봉신 중 하나인 샤틀르로 자작 에므리 드 로슈푸코의 부인인 당제로사 드 릴 부샤르를 납치한 것 때문이었다. 그러나 납치라고는 하지만 당제로사의 행동으로 짐작해볼 때 그녀 자신도 능동적으로 기욤의 구애에 응한 것으로 보였다. 푸아티에에 있는 자신의 성 건물 중 모베르죈 탑을 그녀의 거처로 주었고, 이후 '라 모베르죈'이 그녀의 별칭이 되었다. 맘즈베리의 윌리엄의 기록에 따르면 기욤은 심지어 자신의 방패에 그녀의 그림을 그려넣었다고 한다.
툴루즈에서 푸아티에로 돌아오는 동안 필리파는 분노에 휩싸여 자신의 궁전에 있는 연적의 거처를 찾으려고 애썼다. 궁 내의, 그리고 교회에 있는 친구들에게 호소했으나, 봉건 영주인 기욤의 뜻을 그들이 거스를 수 없었기 때문에 누구도 필리파에게 도움이 되지 못했다. 다만 교황특사인 지로가 기욤에게 당제로사를 그녀의 남편에게 되돌려 보내야 한다고 항의했으나, 기욤은 대머리였던 지로를 비아냥대는 의미로 "당신 빈 정수리에 머리카락이 자라면 자작부인과 헤어지겠소"라는 말을 할 뿐이었다. 이러한 상황에 모욕감을 느낀 필리파는 1116년 퐁트브로 수녀원으로 은둔해버렸는데, 아이러니하게도 기욤의 첫 부인이었던 에르망가르드와 애환을 나누는 사이가 되었다. 또한 수녀원에 머무는 동안 마시니 수녀원에 머물고 있던 블루아 백작부인 아델라와 직접 만나 대화를 나누거나, 서신 교환을 지속적으로 주고 받았다. 하지만 팔리파는 수녀원에서의 삶을 그리 오래 지속하지 못했다. 수녀원 기록에 따르면 1118년 11월 28일 사망했다고 기술되어 있다.

### 생애 후반기 (1118년 - 1126년)
기욤 9세와 당제로사의 불륜으로 인해 장자인 기욤 10세와의 부자 관계는 나빠지고 말았다. 성직자 랄프 디세토는 기욤 10세가 아버지의 어머니에 대한 모욕을 복수하기 위해서 7년 동안 반란을 일으켰다가 아버지에게 붙잡혔다고 했었다. 하지만 다른 기록을 보면 랄프의 주장에 무리한 면이 보인다. 랄프가 주장한 반란 시작 연도는 1113년인데 이때 기욤 10세는 기껏해야 13살의 소년이었고, 아직 기욤 9세와 당제로사와의 불륜이 시작되기도 전이었다. 부자 간의 관계는 1121년 당제로사와 전 남편 사이에서 태어난 샤틀르로의 에노르와 결혼하면서 개선되기 시작했다.

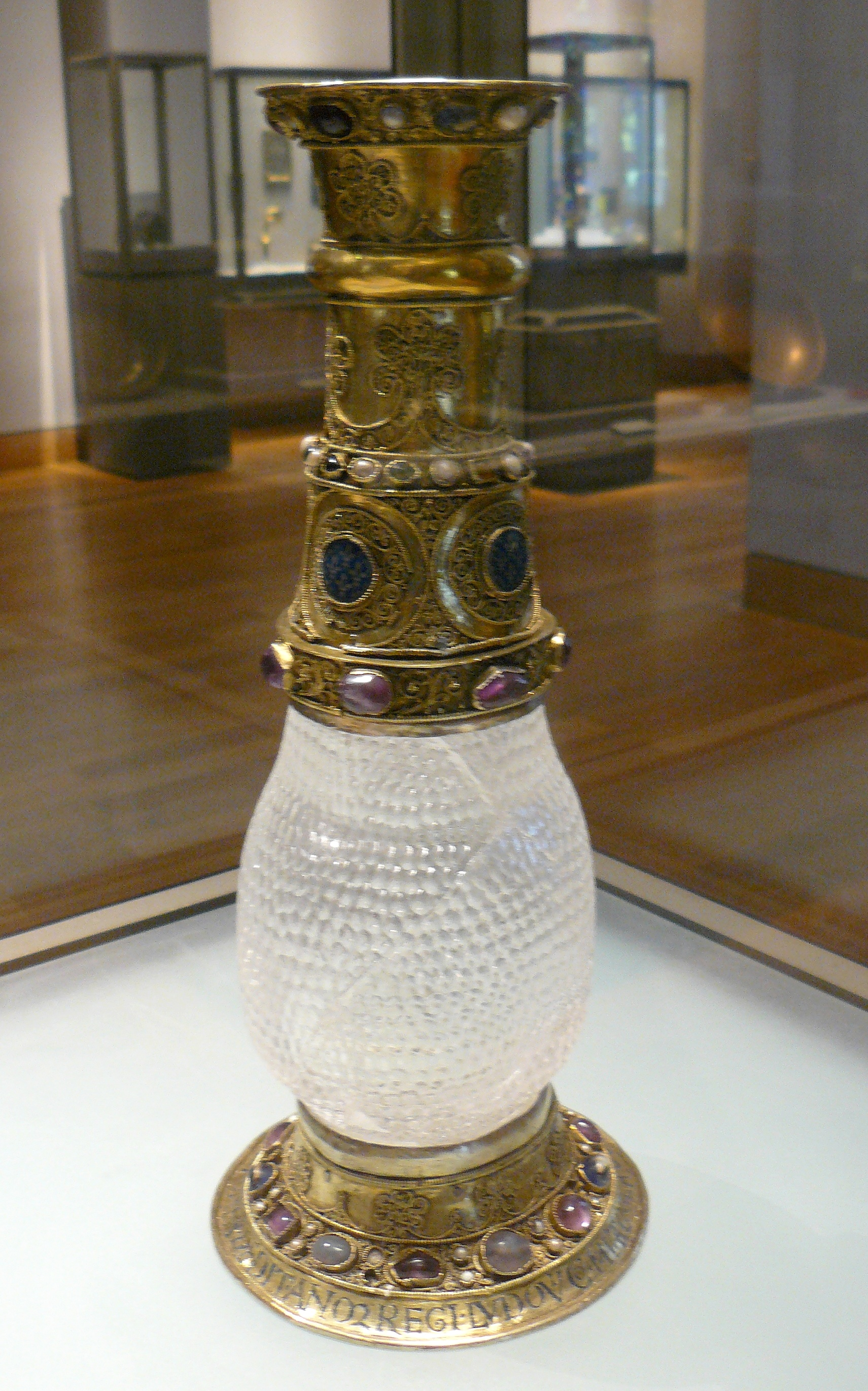
루브르 박물관에 있는 아키텐의 엘레오노르의 수정 꽃병

기욤 9세는 1120년 무렵 그 동안 반목하던 교회에 양보함으로써 다시 신자가 될 수 있었다. 그러나 또 다른 골치아픈 일과 직면하고 있었는데, 바로 필리파가 죽자 첫 부인이었던 에르망가르드의 복귀 문제였다. 1118년 필리파가 사망하자마자 퐁트브로 수녀원에서 푸아티에 궁으로 한 걸음에 달려와 아키텐 공작 부인 자리로 복귀시켜달라고 요구했는데, 이는 아마도 필리파를 홀대한 기욤에 대한 복수의 성격이 짙어 보였다. 1119년 10월 그녀는 교황 갈리스토 2세가 랭스에서 주최한 종교회의에 나타나서는, 교황이 기욤을 다시 파문시키고 당제로사를 공작의 궁에서 쫓아내 그녀가 본래 가야 할 곳으로 보내야 한다고 주장했다. 교황은 그녀의 주장을 받아들이지 않기로 했으나, 이후에도 그녀는 몇 년 동안 그 문제를 지속적으로 제기했고, 그 결과 교회와의 관계 개선에 신경쓰던 기욤이 스페인에서 이슬람 세력을 몰아내기 위한 레콘키스타에 참가하게 만들었다.
1120년에서 1123년 동안 기욤은 카스티야 왕국과 레온 왕국 군에 합류해 카스티야 군과 함께 코르도바 함락 전투에서 싸웠다. 기욤이 스페인에 머무는 동안 한 무슬림 동맹자에게 수정 꽃병을 받았는데 이는 나중에 손녀딸인 엘레오노르에게 전해졌다. 이 꽃병은 7세기 무렵의 사산조 페르시아에서 만들어진 것으로 추측된다.
1122년 기욤은 필리파 덕분에 얻었던 툴루즈에 대한 지배권을 레몽 4세의 상속자인 알폰세 쥬르뎅에게 빼앗겼으나, 더 이상 이 영지를 되찾을 마음도 기력도 없었다. 1126년, 병을 얻은지 얼마 되지 않아 2월 10일에 55세의 나이로 교회의 파문을 받은 채로 사망했다.

## 시인으로서의 삶
기욤이 중세 역사에 남긴 업적 중 가장 위대한 것은 전사로서의 것이 아니라, 트루바두르로서의 작품이었다. 트루바두르들은 오크어라고 불리는 로망스 지방의 토착 언어를 사용해 서정시를 창작한 시인들을 일컫는다.
기욤 9세는 그 중에서도 전래된 작품으로는 가장 오래된 작품의 작가이다. 현재 총 11수의 작품이 전해내려오고 있다. 예전부터 작품 번호 8번으로 매겨진 Farai chansoneta nueva는 언어와 스타일이 달라서 그의 작품인지 미심쩍은 부분이 있다고 한다. 작품 번호 5번 Farai un vers, pos mi sonelh는 두 개의 버전이 있고 둘 간의 차이가 제법 큰데, 각각 필사본들이 존재한다. 그가 쓴 작품들은 푸아티에 백작 (lo coms de Peitieus) 이름을 걸고 있으며 주제는 다양해서 성적인 내용, 사랑, 여성, 자신의 문학 업적이나 연애편력, 봉건적인 정치 등을 다루고 있다.
그의 시에서 나타난 솔직함과 위트, 장난끼는 일대 파문을 일으키는 동시에 사람들의 감탄을 자아냈다. 중세시대 초창기 서정 시인의 하나였으며, 이후 그들이 확립한 서정시의 전통은 단테, 페트라르카와 프랑수아 비용까지 이어진다. 20세기 초반의 모더니즘 시 활동의 중심인물이었던 에즈라 파운드는 Canto VIII에서 기욤에 대해 언급했고, Spirit of Romance에서는 기욤을 "트루바두르들 중에서 가장 '모던'한 시인"이라고 표현했다.
기욤은 스캔들을 좋아했으며, 의심할 여지 없이 자신의 청중들을 놀래키는 것을 즐겼다. 잃어버린 교황의 호감을 사기 위한 것으로 추측되는 막대한 기부를 교회에 하기도 했다. 또한 메로빙거 왕조 시대에 세워져 전해 내려온 푸아티에 궁을 증축했는데 이 궁은 나중에 손녀인 엘레오노르에 의해 추가로 증축되었고, 오늘날까지도 푸아티에에 남아 있다.
기욤의 시 중 하나인 Pos de chantar m'es pres talenz는 아마도 그가 처음으로 교회에서 파문당했을 무렵에 씌어졌을 것으로 추측되는데, 시에서 아들이 아직 어렸던 것으로 나오며, 피할 수 없는 죽음에 대해 노래하고 있기 때문이다.